# Santeuil (Val-d'Oise)
Santeuil is een gemeente in het Franse departement Val-d'Oise (regio Île-de-France) en telt 578 inwoners (1999). De plaats maakt deel uit van het arrondissement Pontoise.

## Geografie
De oppervlakte van Santeuil bedraagt 5,4 km², de bevolkingsdichtheid is 107,0 inwoners per km².
De onderstaande kaart toont de ligging van Santeuil (Val-d'Oise) met de belangrijkste infrastructuur en aangrenzende gemeenten.

## Demografie
Onderstaande figuur toont het verloop van het inwonertal (bron: INSEE-tellingen).